# Svaly předloktí
Svaly předloktí člověka zodpovídají za pohyblivost zápěstního kloubu a spolu se svaly ruky se podílí na pohybech prstů. Dělí do třech skupin - přední, zadní a boční. Tyto jednotlivé kompartmenty jsou od sebe odděleny pomocí vazivových sept. Celkem se jedná o 19 svalů.

## Přední skupina
Přední skupina je dělena do 4 vrstev. Funkčně se jedná především o ohýbače (flexory) zápěstí a prstů.

### První vrstva
1. Oblý přitahovač (musculus pronator teres)
2. Vřetenní ohýbač zápěstí (musculus flexor carpi radialis)
3. Loketní ohýbač zápěstí (musculus flexor carpi ulnaris)
4. Dlouhý dlaňový sval (musculus palmaris longus)

### Druhá vrstva
1. Povrchový ohýbač prstů (musculus flexor digitorum superficialis)

### Třetí vrstva
1. Hluboký ohýbač prstů (musculus flexor digitorum profundus)
2. Dlouhý ohýbač palce (musculus flexor pollicis longus)

### Čtvrtá vrstva
1. Čtvercový přivraceč (musculus pronator quadratus)

## Boční (laterální) skupina

### Povrchová vrstva
1. Vřetenopažní sval (musculus brachioradialis)
2. Dlouhý vřetenní natahovač zápěstí (musculus extensor carpi radialis longus)
3. Krátky vřetenní natahovač zápěstí (musculus extensor carpi radialis brevis)

### Hluboká vrstva
1. Odvraceč (musculus supinator)

## Zadní skupina

### Povrchová vrstva
1. Natahovač prstů (musculus extensor digitorum)
2. Natahovač malíku (musculus extensor digiti minimi)
3. Loketní natahovač zápěstí (musculus extensor carpi ulnaris)

### Hluboká vrstva
1. Dlouhý odtahovač palce (musculus abductor pollicis longus)
2. Krátký natahovač palce (musculus extensor pollicis brevis)
3. Dlouhý natahovač palce (musculus extensor pollicis longus)
4. Natahovač ukazováku (musculus extensor indicis)[1]